# Tramway de Pilsen
Le tramway de Pilsen (Plzeň), circule depuis 1899 dans la ville de Pilsen en Bohême occidentale.

## Historique
Le premier tramway apparaît dans les rues pilsenoises en 1899. L'inventeur František Křižík participe grandement à sa création. Par la suite, le réseau se développe lentement. Dans les années 1960-1980, le réseau prend une grande ampleur en reliant les nouvelles banlieues au centre-ville.
Le trolleybus entre en fonction, en 1941, pendant la seconde guerre mondiale. Après la guerre, le réseau s'étend à nouveau. En 1970, les lignes de trolleybus sont fermées dans les quartiers Košutka et Bolevec, du fait de l'extension des lignes de tramway. Mis à part une petite extension dans les quartiers de Bory et Doudlevce, le réseau reste inchangé.

## Exploitation

### Lignes actuelles
| Ligne | Strecke                                 |
| ----- | --------------------------------------- |
| 1     | Bolevec – Slovany, nám. Milady Horákové |
| 2     | Skvrňany, sídliště – Světovar           |
| 4     | Košutka – Bory                          |

### Matériel roulant
| Image | Type        | Modifications & rénovations                                                                 |
| ----- | ----------- | ------------------------------------------------------------------------------------------- |
|       | Tatra T3    | Tatra T3, Tatra T3SUCS, Tatra T3M.0, Tatra T3R.P, Tatra T3R.PV, Tatra K3R-NT, Tatra T3R.PLF |
|       | Tatra KT8D5 | Tatra KT8D5, Tatra KT8D5R.N2P                                                               |
|       | Škoda 03T   | Škoda 03T (Astra)                                                                           |
|       | Vario LF    | Vario LFR.S                                                                                 |
|       | Vario LF+   | Vario LF+                                                                                   |